# Michal Michálek
Michal Michálek (uváděn také jako Michal Jan Michálek, * 22. září 1976 Hodonín) je český herec, úpravce dialogů a režisér českého znění, jenž je známý především jako dabér Mickeyho Mouse.

## Život
Michal Michálek je původem z Hodonína. Po studiu základní školy se vyučil prodavačem, poté vystudoval střední a vyšší hereckou školu v Praze. Roku 2014 získal, spolu s překladatelem Petrem Finkousem, Cenu Jednoty tlumočníků a překladatelů za mimořádnou kvalitu překladu a úpravy dabovaného audiovizuálního díla, jež je udílena v rámci Cen Františka Filipovského. Ocenění získali za seriál Teorie velkého třesku, kde se Michálek podílel jako úpravce dialogů, ale i režisér českého znění a dabér. Jeho zálibou je krom dabingu taktéž cestování.

## Dabingové role (výběr)

### Seriály
- Myšlenky zločince
- Myšák Mickey
- Hra o trůny
- Teorie velkého třesku

### Filmy
- Alexandr Veliký
- Sexbomba od vedle
- Texaský masakr motorovou pilou
- Vetřelec vs. Predátor

## Režírovaná díla (výběr)

### Seriály
- Tajnosti a lži
- Doktor z hor
- Teorie velkého třesku

### Filmy
- Mamma Mia!
- Sex ve městě a Sex ve městě 2